# فرانسس رايت
فرانسس رايت (6 سبتمبر 1795 – 13 ديسمبر 1852)، المعروفة باسم فاني رايت: هي مُحاضِرة وكاتبة ومفكرة حرة ونسوية ومناصرة لحركة الإبطال ومُصلحة اجتماعية اسكتلندية المولد، أصبحت مواطنة أمريكية عام 1825. في نفس السنة، أسست مجتمع ناشوبا المحلي في ولاية تينيسي، كمجتمع طوباوي لتُظهر من خلاله كيفية تأهيل العبيد من أجل التحرر النهائي، لكن لم يستمر المشروع إلا لخمس سنوات. في أواخر عشرينيات القرن التاسع عشر كانت رايت أول امرأة مُحاضِرة تتحدث علنًا أمام تجمعات من الرجال والنساء في الولايات المتحدة حول قضايا سياسية وقضايا إصلاح اجتماعي. دعت إلى التعليم الشامل وتحرير العبيد وتحديد النسل والمساواة في الحقوق والحرية الجنسية والحقوق الشرعية للنساء المتزوجات وقوانين الطلاق الليبرالية. كانت رايت أيضًا صريحة في معارضتها للدين المُنظم (أو الدين المؤسسي) وعقوبة الإعدام. نقد رجال الدين والصحافة بشدة آراء رايت الراديكالية. أدت محاضراتها العامة في الولايات المتحدة إلى تأسيس جمعيات فاني رايت وأصبح تعاونها مع حزب الرجال العاملين -المؤسس في مدينة نيويورك عام 1829- قويًا جدًا حتى إن منافسيه أطلقوا على لائحة مرشحي الحزب اسم بطاقة فاني رايت.
كتبت رايت أيضًا حول الإصلاحات السياسية والاجتماعية، منها كتاب آراء حول المجتمع والسلوك في أميركا (1821)، وهو مذكرات لرحلاتها تقدم فيه ملاحظاتها حول المؤسسات الديمقراطية السياسية والاجتماعية الأولى في الولايات المتحدة. حددت أيضًا موقفها من التحرر في كتاب خطة لإبطال العبودية التدريجي في الولايات المتحدة دون خطر خسارة مواطني الجنوب (1825). بالإضافة إلى ذلك، شاركت رايت في تحرير صحيفة نيو هارموني وناشوبا أو المحقق الحر مع روبرت دالي أوين في مجتمع نيو هارموني في ولاية إنديانا، بالإضافة إلى صحيفة  المستكشف الحر في مدينة نيويورك عام 1829، ولاحقًا، صحيفة الخفير (التي أُعيدت تسميتها بخفير نيويورك ومناصر الرجل العامل). من بين أعمال رايت المنشورة الأخرى مسار المحاضرات الشعبية (1829)، وهو مجموعة من خطاباتها، وكتابها الأخير، إنجلترا، راعية التحضر (1848).

## آراء رايت
آمنت رايت بالمساواة الشاملة في التعليم وكانت مناصرة للحركة النسوية. عارضت الدين المُنظم والزواج والرأسمالية. كانت الفرص التعليمية ذات أهمية خاصة بالنسبة لها. طالبت رايت جنبًا إلى جنب مع روبرت أوين الحكومةَ بتقديم تعليم حكومي مجاني لكل الأطفال بعد سن السنة أو السنة ونصف في مدارس داخلية فدرالية مدعومة حكوميًا.
كانت رايت مناصرة صريحة لتحديد النسل والمساواة في الحقوق والحرية الجنسية والحقوق الشرعية للنساء المتزوجات، وقوانين الطلاق الليبرالية، وتحرر العبيد والفكرة الجدلية المتعلقة بالعلاقات بين الأعراق. حاولت أن تُظهر من خلال مشروعها التجريبي في تينيسي ما قاله الاشتراكي الطوباوي شارل فورييه في فرنسا، «إن تقدم الحضارة اعتمد على تقدم النساء». تناقضت معارضة رايت للعبودية مع آراء العديد من ديمقراطيين آخرين في ذلك العصر، خصوصًا الجنوبيين. أيضًا، أبعدها نشاطها باسم الرجال العاملين عن قادة الإبطالية المعاصرين.

## سيرتها المهنية

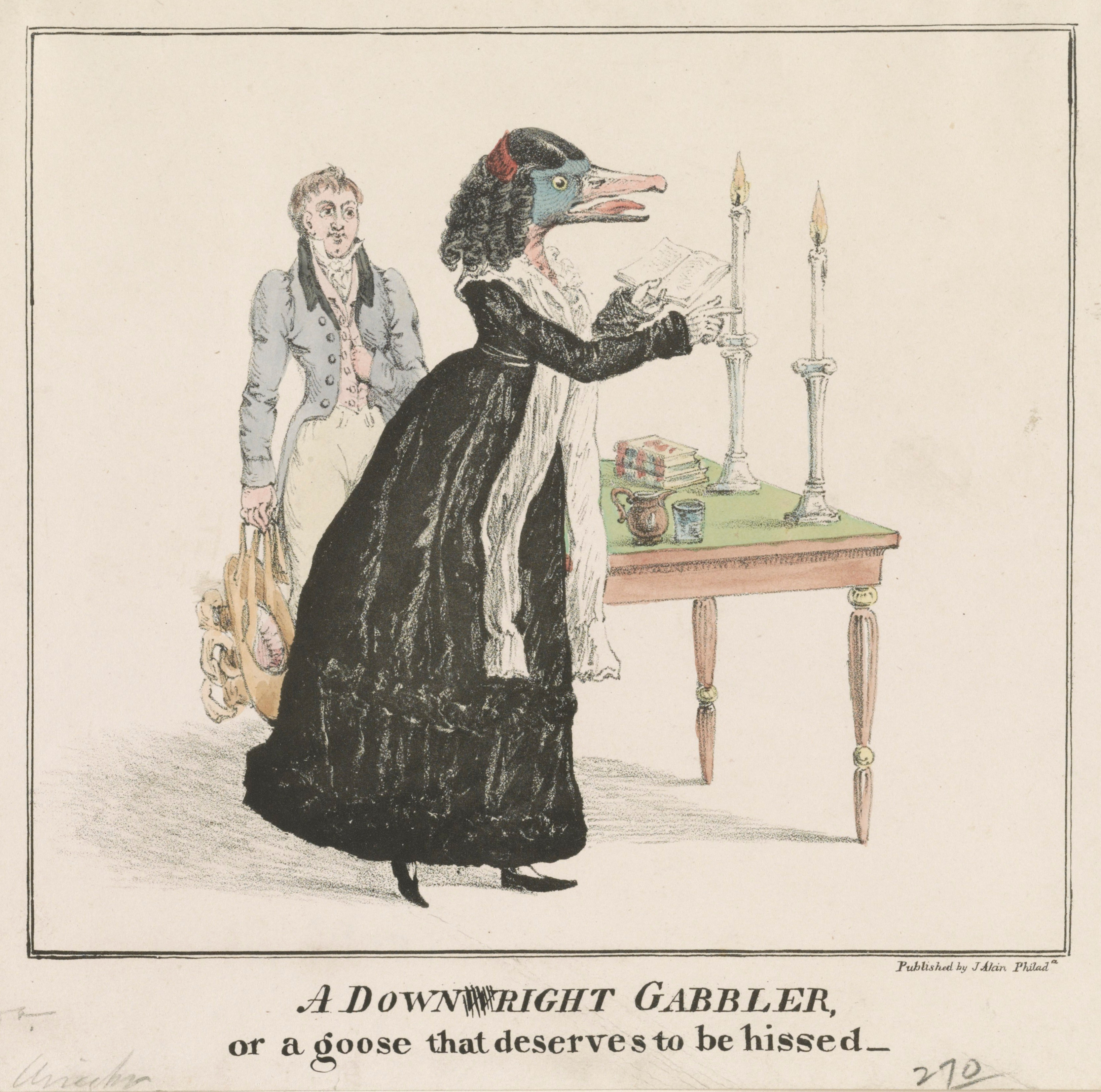
كاريكاتير عدائي يسخر من رايت لجرأتها في إلقاء سلسلة من المحاضرات في عام 1829، في وقت كان فيه الكثيرون يعتقدون أن الخطابة العامة ليست نشاطًا مناسبًا للنساء.

### بداياتها المهنية
من بين كتابات رايت الأولى: كتابها، بضعة أيام في أثينا (1822)، الذي كان دفاعًا عن فلسفة إبيقور، كتبته قبل سن الثامنة عشر. كتاب رايت آراء المجتمع والسلوك في أميركا (1821)، مذكرة لزيارتها الأولى إلى أميركا، دعمت فيه بحماس مؤسسات البلاد الديمقراطية. يقدم هذا الكتاب توصيفات أولية للحياة الأمريكية وقد سبق أعمالًا لاحقة مثل كتاب ألكسس دو توكفيل الديمقراطية في أميركا (1835 و1840) وكتاب هارييت مارتينو المجتمع في أميركا (1837). كتاب رايت هو أيضًا نموذج عن المنظور الإنساني للعالم الديمقراطي الجديد في أوائل القرن التاسع عشر. ذكرت المؤرخة هيلين إليوت أيضًا أنه «تُرجم إلى عدة لغات وقُرئ على نطاق واسع من قِبل الليبراليين والمصلحين» في بريطانيا العظمى والولايات المتحدة وأوروبا.

### تجربة ناشوبا
في أوائل عام 1825، بعد قضائها وقتًا في مزرعة الرئيس السابق جيفرسون في فيرجينيا ومستوطنة روبرت أوين الطوباوية في نيو هارموني، بدأت رايت بإنشاء خططها من أجل مجتمع زراعي تجريبي. بحلول صيف عام 1825 التمست المشورة من لافاييت وجيفرسون، من بين آخرين، لبدء تنفيذ أفكارها. أصبح أوين ولافاييت لاحقًا عضوان في مجلس أمناء مشروعها؛ لكن، رفض جيفرسون المشاركة. نشرت رايت أيضًا خطة لإبطال العبودية التدريجي في الولايات المتحدة دون خطر خسارة مواطني الجنوب (1825)، وهو كُتيّب أملت أنه سيقنع الكونغرس الأمريكي بتخصيص أرض فدرالية من أجل دعم حركة التحرر. حتى تتمكن من إظهار كيف يمكن للعبيد التحرر دون خسارة مالكيهم للمال، أسست رايت نموذجًا لمجتمع زراعي في ولاية تينيسي حيث يمكن للعبيد العمل من أجل كسب النقود لشراء حريتهم، وتلقوا فيه تعليمًا أيضًا.
أخذت الإلهام من مجتمع نيو هارموني في إنديانا، وسافرت إلى تينيسي في خريف عام 1825، واشترت نحو 320 اكرًا (130 هكتارًا) من الأراضي على طول نهر وولف تبعد نحو 13 ميلًا عن ممفيس. أسست رايت مجتمعًا في هذا الموقع البري، دعته ناشوبا. لإظهار أن فكرتها كانت طريقة مجدية لإبطال العبودية، اشترت 30 عبدًا، نصفهم أطفال تقريبًا، للعيش في هذا المجتمع التجريبي. كانت خطتها بأن يكسب العبيد حريتهم بشكل تدريجي من خلال عملهم على هذه الأرض. خططت رايت أيضًا بتوطين العبيد المحررين الجدد في النهاية في مناطق خارج الولايات المتحدة.
بالإضافة إلى بناء أكواخ ومباني خاصة بالمزارع، خططت رايت بتأسيس مدرسة للطلاب السود، إلا أن العديد من الإبطاليين نقدوا فكرتها حول هذا التحرر التدريجي والتأهيل التعليمي للعبيد السابقين. شاركت رايت في الجهود الأولى المبذولة من أجل تنظيف الأرض وبناء أكواخ خشبية لساكنيها، وقد شملت ذوي البشرة السوداء والبيضاء. على أي حال، ابتُليت ناشوبا بالصعاب منذ البداية. كانت مبنية على أرض موبوءة بالحشرات الناقلة للملاريا، ولم تتمكن من إنتاج محاصيل جيدة. أُصيبت رايت بالملاريا في صيف عام 1826 وكان عليها ترك الأرض لاستعادة صحتها في نيو هارموني، إنديانا، ومن أجل زيارات إلى فرنسا وإنجلترا. حين كانت غائبة عن ناشوبا تدهور المجتمع. بدأ مديروه المؤقتون بتشكيل سياسة أقسى من العقوبات تجاه العاملين السود. أيضًا، تفجرت فضيحة حول تسامح الجمعية مع «الحب الحر» ونُشرت روايات عن وجود علاقة بين عرقية، بين جايمس ريتشاردسون، مشرف أبيض على المجتمع، وجوزفين لالوت، الابنة الخلاسية لعبدة محررة أفريقية أمريكية جلبت عائلتها للعيش في ناشوبا. عادت رايت إلى ناشوبا عام 1828 -مع صديقتها فرانسس ترولوبي التي أمضت عشرة أيام في المجتمع- ووجدته في حالة فوضى وعلى حافة الانهيار المالي. نقدت توصيفات ترولوبي المنشورة حول المنطقة مناخها السيئ وفقدانها للمناظر الطبيعية الجميلة وموقع ناشوبا النائي الموحش.
في عام 1828، حين كان مجتمع ناشوبا يتدهور بشكل سريع، نشرت صحيفة نيو هارموني تفسير رايت ودفاعها عن المجتمع، بالإضافة إلى آرائها حول مبادئ «الحرية والمساواة الإنسانية». في شهر يناير عام 1830، استأجرت رايت سفينة ورافقت عبيد الجمعية الثلاثين إلى هاييتي، التي حصلت على استقلالها عام 1804، حتى يتمكنوا من عيش حياتهم كرجال ونساء أحرار. كلفت التجربة الفاشلة رايت نحو 16,000 دولار أمريكي. أُنشأت جيرمانتاون في ولاية تينيسي، إحدى ضواحي مدينة ممفيس في يومنا الحالي، على الأرض التي كانت عليها ناشوبا في أحد الأيام.

### محررة دوريات
بعد فشل رايت في ناشوبا في أواخر عشرينيات القرن التاسع عشر، عادت إلى نيو هارموني في إنديانا، حيث شاركت في تحرير صحيفة نيو هارموني وناشوبا (أُعيدت تسميتها لاحقًا المستكشف الحر) مع روبرت دالي أوين، الابن الأكبر لروبرت أوين، مؤسس مجتمع أوينايت. في عام 1829 انتقلت رايت وروبرت دالي أوين إلى مدينة نيويورك، حيث واصلا تحرير المستكشف الحر ونشرها. كانت رايت محررة أيضًا للخفير (عُنونت لاحقًا خفير نيويورك ومناصر الرجل العامل).

## روابط خارجية
- فرانسس رايت على موقع الموسوعة البريطانية (الإنجليزية)
- فرانسس رايت على موقع إن إن دي بي (الإنجليزية)